# Городищенська волость (Заславський повіт)
Городищенська волость — історична адміністративно-територіальна одиниця Заславського повіту Волинської губернії з центром у селі Коса Рішнівка. Наприкінці ХІХ ст. волость було ліквідовано, поселення увійшли до складу Шепетівської (Вовківці, Городище, Пашуки) та Судилківської (Коса Рошнівка, Серединці) волостей.
Станом на 1886 рік складалася з 7 поселень, 7 сільських громад. Населення — 4475 осіб (2152 чоловічої статі та 2323 — жіночої), 540 дворових господарств.
|                     | Площа, десятин | У тому числі орної, десятин |
| ------------------- | -------------- | --------------------------- |
| Сільських громад    | 4828           | 2998                        |
| Приватної власності | 1521           | 1010                        |
| Іншої власності     | 425            | 135                         |
| Загалом             | 6774           | 4143                        |

Основні поселення волості:
- Коса Рішнівка — колишнє власницьке село, 371 особа, 55 дворів; волосне правління, православна церква, школа, вітряк. За 2 версти — Городищенський жіночий монастир з 2 православними церквами та водяним млином.
- Вовківці — колишнє державне село, 629 осіб, 76 дворів, православна церква, школа, постоялий будинок, вітряк.
- Городище — колишнє державне село, 1454 особи, 69 дворів, православна церква, школа, 2 постоялих будинки, ярмарок 9 травня, 3 вітряки.
- Пашуки — колишнє державне село, 517 осіб, 72 двори, православна церква, школа, постоялий будинок, вітряк.
- Серединці — колишнє власницьке село, 773 особи, 81 двір, православна церква, школа, постоялий двір, постоялий будинок.